# IEC 60870
Nel campo dell'ingegneria elettrica e dell'automazione delle centrali elettriche, lo standard IEC 60870 definisce i sistemi usati per il telecontrollo (supervisory control and data acquisition). Questi sistemi sono utilizzati per controllare le reti di trasporto e distribuzione dell'energia elettrica, ma in linea di principio possono essere utilizzati per ogni sistema di telecontrollo geograficamente distribuito. L'utilizzo di protocolli standard permette garantisce l'interoperabilità tra apparati di diversi produttori.
Lo standard IEC 60870 è suddiviso in sei parti che definiscono le informazioni generali, le condizioni di operabilità, le interfacce elettriche, i requisiti prestazionali e i protocolli di trasmissione standard.
Tutte le parti di questo standard sono sviluppate dalla Commissione tecnica 57 (Gruppo di lavoro 03).

## IEC 60870-5
La parte 5 di IEC 60870 fornisce un profilo di comunicazione per spedire messaggi di telecontrollo di base tra due sistemi utilizzando circuiti collegati direttamente tra i due sistemi.
Il gruppo di lavoro WG3 della commissione IEC TC 57 ha sviluppato un protocollo di comunicazione standard per il telecontrollo, la teleprotezione e le telecomunicazioni associate nei sistemi di produzione dell'energia elettrica
Il risultato di questo lavoro sono i cinque documenti che specificano le basi di IEC 60870-5:
- IEC 60870-5-1 Transmission Frame Formats
- IEC 60870-5-2 Data Link Transmission Services
- IEC 60870-5-3 General Structure of Application Data
- IEC 60870-5-4 Definition and Coding of Information Elements
- IEC 60870-5-5 Basic Application Functions
- IEC 60870-5-6 Guidelines for conformance testing for the IEC 60870-5 companion standards
- IEC TS 60870-5-7 Security extensions to IEC 60870-5-101 and IEC 60870-5-104 protocols (applying IEC 62351)

La IEC TC 57 ha prodotto anche una serie di companion standards:
- IEC 60870-5-101 Transmission Protocols, companion standard per operazioni di telecontrollo di base
- IEC 60870-5-102 Companion standard per la trasmissione di contatori di energia nei sistemi delle stazioni elettriche (questo standard non è molto diffuso)
- IEC 60870-5-103 Transmission Protocols, Companion standard per l'interfacciamento dei dispositivi di protezione
- IEC 60870-5-104 Transmission Protocols, come IEC 60870-5-101 ma orientato alle reti che utilizzano profili di trasporto standard (principalmente Ethernet)

## IEC 60870-6
IEC TC 57 WG3 ha anche creato standard per il telecontrollo compatibili con i protocolli ISO e con le ITU-T recommendations. Questi standard includono:
- IEC 60870-6-1 Application context and organization of standards
- IEC 60870-6-2 Use of basic standards (OSI layers 1–4)
- IEC 60870-6-501 TASE.1 Service definitions
- IEC 60870-6-502 TASE.1 Protocol definitions
- IEC 60870-6-503 TASE.2 Services and protocol
- IEC 60870-6-504 TASE.1 User conventions
- IEC 60870-6-601 Functional profile for providing the connection-oriente d transport service in an end system connected via permanent acc ess to a packet switched data network
- IEC 60870-6-602 TASE transport profiles
- IEC 60870-6-701 Functional profile for providing the TASE.1 application service in end systems
- IEC 60870-6-702 Functional profile for providing the TASE.2 application service in end systems
- IEC 60870-6-802 TASE.2 Object models